# André Ngenge
 (mai 2024).
André Ngenge est un homme politique congolais. Il est l'un des premiers ministres d'État du Zaïre, aujourd'hui république démocratique du Congo, sous le gouvernement Lumumba qui dure du 24 juin au 12 septembre 1960 sous la direction du premier ministre Patrice Lumumba. Il est membre de la PUNA.